# Présent absent
La catégorie légale de présent absent (nifkadim nohahim en hébreu) s'applique en Israël aux déplacés internes palestiniens qui, au cours de la guerre de 1948, tout en restant « présents » sur le territoire devenu celui du nouvel État, se sont « absentés » de leurs foyers : bien que reconnus en tant que citoyens israéliens, ils se sont trouvés privés du droit de propriété sur leurs terres et leurs maisons, déclarées vacantes,,.
Depuis 1948, la loi sur la propriété des absents en confie la gestion au Gardien des propriétés des absents. Cette catégorie de citoyens est qualifiée d’orwellienne par Bethan Staton et d’autres auteurs,. Ces Arabes israéliens bénéficient de tous leurs droits civils, dont celui de voter aux élections à la Knesset, sauf un : le droit de propriété (sur leurs biens d’avant la conquête israélienne). Environ 30 à 35 000 Palestiniens sont devenus des « présents absents ». Cela concerne 12,8 % des Palestiniens dans le nord d’Israël, 20,5 % dans le centre et 22,7 % dans le sud. La plupart des Palestiniens qui étaient restés dans leur village ont été réinstallés de force dans d’autres villages, afin de faciliter leur surveillance par l’armée israélienne, sous gouvernement militaire de 1949 à 1966. 

### Articles
- Ilana Lowy, « Les « présents absents » : la situation impossible des Arabes d’Israël », Mouvements, 2001, no 13, p. 109-114

### Livres
- Bruno Fert (photographies) et Elias Sanbar (texte), Les Absents, Marseille, Le Bec en l'air, 2016, 120 p. (ISBN 978-2-36744-101-6, présentation en ligne).
- (ar + fr) Mahmoud Darwich (trad. Farouk Mardam-Bey), Présente absence, Actes Sud, 2006, 160 p. (ISBN 978-2-330-06078-7, présentation en ligne).
- (he) David Grossman, Nokhehim Nifkadim נוכחים נפקדים [« Présents-absents »], Tel-Aviv, éditions Hakibbutz Haméouhad,‎ 1992, 250 p. (présentation en ligne).